# سلنا سیلور
سلنا سیلور (انگلیسی: Selena Silver؛ زاده ۱۸ اوت ۱۹۷۹) یک بازیگر پورنوگرافی اهل استرالیا است. 